# Einar Sørensen
 Ikke at forveksle med Ejnar Sørensen.
Einar Sørensen (6. februar 1914 – 20. september 1945 i København) med dæknavnet Leif, var en ung politibetjent og modstandsmand fra Aarhus.
Einar Sørensen deltog i det hemmelige modstandsarbejde i Aarhus og likviderede i 1944 bl.a. den berygtede stikker, kioskejer Karl Vilhelm Gustav Jeger. Han måttet en tid søge tilflugt i Sverige, men rejste tilbage til Jylland og blev leder af en af likvidationsgrupperne. Men efter befrielsen blev han ramt af sorgen over de faldne kammerater og stod ikke den mistænkeliggørelse igennem, som fra visse kredse blev rettet mod modstandsbevægelsen. F.eks. Hartvig Frischs udtalelser i radioen 25. august 1945 om, at likvidationen af stikkere var "slet og ret mord", slog ham ud. Han blev efter krigen udnævnt til kriminalbetjent i København og forrettede tjeneste i politikredsen Nordre Birk fra 1. august 1945. Familien - hans kone og deres lille datter - havde han efterladt i Aarhus.
20. september 1945 var Einar Sørensen indkaldt til et møde hos lederen af Rigspolitiets Rejseafdeling, Otto Himmelstrup. Dagen før havde Himmelstrup været i kontakt med en aarhusiansk far, som mente, at hans søn kort før befrielsen var blevet likvideret uden grund af den jyske L-gruppe. Faren var overbevist om, at det var Leif, der havde skudt den 17-årige dreng. Det står i dag ikke klart, om Einar Sørensen nåede at deltage i mødet hos Himmelstrup, inden han samme dag i sin tjenestevogn kørte ud ad landevejen mod Frederiksdal, parkerede bilen og tog sit eget liv ved at skyde sig.

## Biografier
- Poul Borchsenius, Bogen om Leif, 1946.